# Benkő József (teológus)
Középajtai és árkosi Benkő József (Bardoc, 1740. december 20. – Középajta, 1814. december 28.) református lelkész, teológus, botanikus, történetíró és nyelvész. Botanikusként elsőként alkalmazta Linné kettős nevezéktanát magyar nyelven. Botanikai szakmunkákban nevének rövidítése: „Benkő”. A Magyar Hírmondóba írt cikkeivel a tudománynépszerűsítés egyik korai művelője lett.
A felvilágosodás korszakának elején élt tudós egyaránt eredményes művelője volt a társadalom- és a természettudományoknak. Fő műve, a Transsilvania, a korabeli Erdély leírása a művelődéstörténet, a néprajztudomány és a családtörténet máig használt forrásmunkája, amelyben az államismereti iskola módszerével vizsgálja az erdélyi társadalom anyagi és szellemi életét. 
Kitartó szorgalmával, kivételes munkabírásával hatalmas ismeretanyagra tett szert. A magyaron kívül beszélte a latin, a román, a cigány nyelvet, értett héberül, görögül, olaszul, franciául, németül, örményül és törökül. Negyvennégy éves korában, szegény sorsa ellenére, német nyelvmestert fogadott, mert fel akarta frissíteni némettudását. Alaposságára jellemző, hogy Bethlen Farkas művének kiadására készülve öt különböző példányt olvasott össze fiával, akit emiatt egy évre kivett az iskolából.
Halála után nyolc évvel jelent meg első életrajza, amit öccse, Benkő Ferenc írt. 1842-ben az erdővidéki gazdasági egylet emléket akart állíttatni Erdővidék híres szülöttjének, de ez végül nem sikerült. A 19. század közepén Kőváry László gyakran írt elismeréssel Benkőről, 1854-ben pedig két anekdotát tett közzé róla. Az első tudományos igényű Benkő-monográfiát Mikó Imre állította össze, gondosan összegyűjtve és közzétéve az akkor még létező kéziratokat. Az általa kialakított Benkő-képet a sors csapásai ellen hasztalanul küzdő, ám mégis kiemelkedőt alkotó tudósról lényegében változatlanul vették át a későbbi cikkírók is. Benkő József az 1989-es romániai rendszerváltás után került a honismereti tevékenység fókuszába.

## Életútja
Ősi székely nemesi családból származott, amely Árkosról telepedett át Középajtára. Szülei Benkő Mihály és Hermányi Dienes Judit voltak. Édesapja Magyarhermányban, Bardocon, végül Középajtán volt lelkipásztor, anyai nagyapja, Hermányi Péter szintén református lelkészként szolgált. Három fiútestvéréből kettő református lelkész lett, hat lánytestvére kivétel nélkül református lelkészhez ment feleségül.
Tanulmányait Nagybaconban és Székelyudvarhelyen kezdte, majd 1758-tól a nagyenyedi főiskolán folytatta. Már ebben az időben elkezdett írni; történelemmel, irodalommal és botanikával foglalkozott. Amikor nagybátyja, a jeles tudós, Hermányi Dienes József 1763-ban elhunyt, kéziratait Benkő vásárolta meg árverésen, megvetve ezzel majdani híres gyűjteménye alapjait. E vásárláson alapult utóbb az a koholt vád, hogy a Transsilvania specialis anyaga nem saját gyűjtés, hanem a hagyatékból származik. Diákkorában jelent meg nyomtatásban első műve, a versekben írt Bononiai mese. Enyedi tanárai közül Ajtai (Abod) Mihály volt rá a legnagyobb hatással, ő ajánlotta tanítványát Bethlen Gergely figyelmébe, és Benkő az ő révén ismerkedett meg Bod Péterrel.
1766-ban lelkésznek hívták Középajtára, de ekkor még abban reménykedett, hogy a kor szokásai szerint külföldi tanulmányutat tehet. Bethlen Gergely biztosította volna ehhez az anyagi támogatást, de Benkő – valószínűleg apja kívánságára – hazatért, és 1767. április 24-étől apja utódaként Középajtán református lelkészként szolgált. 1768-ban vette nőül Fülei Csoók Miklós tanító Mária nevű lányát, „kivel boldog házi életet élt, mezei gazdaságot folytatott, papi hivatalát dicséretesen viselte, szorgalmatosan olvasott, s jó hireneve és becsülete naponkint növekedett.” Házasságukból öt lány és három fiú született. 1770 és 1773 között a papi hivatás mellett botanikával foglalkozott, illetve gyűjtötte az anyagot Erdély leírásához, ezért beutazta a tartomány nagy részét. 1770-ben megírta az erdővidéki egyházkerület történetét, 1773-ban pedig a székelyudvarhelyi református gimnáziumét Udvarhelyi novitius Deák címen.
Tudományos felkészültségét és szónoki tehetségét széles körben elismerték, így 1773-ban őt bízták meg azzal, hogy az átutazó József főhercegnek előadja a miklósvári egyházközség sérelmét. 1774-ben írta meg Erdély barlangjairól szóló művét, amelynek alapján 1781-ben a haarlemi Tudós Társaság tagjává választotta. 1775-től kezdve ellátta az egyházkerület jegyzői feladatkörét is.
Mivel szenvedélyes növénygyűjtő hírében állt, Adam Chenot akkori erdélyi főorvos hatására a Gubernium 1775-ben felkérte Benkőt, hogy tartson botanikai előadásokat a gyógynövényekről és azok hatásáról. Benkő vállalta volna, hogy időszakos jelleggel Brassóban és Nagyszebenben előadásokat tart, de a bécsi kormányzat úgy vélte, hogy az előadásokat hasznosabb lenne Kolozsváron a királyi líceumban tartani. Benkő tanácsot kért Pataki Sámueltől és a Református Egyházi Főtanácstól, de a sok bürokratikus huzavona közepette végül is nem merte középajtai egzisztenciáját kockára tenni. Az előadásokra készülve ugyanakkor összeállította és elküldte a Guberniumnak Scintilla botanica (Növénytani szikra) című kéziratos művét.

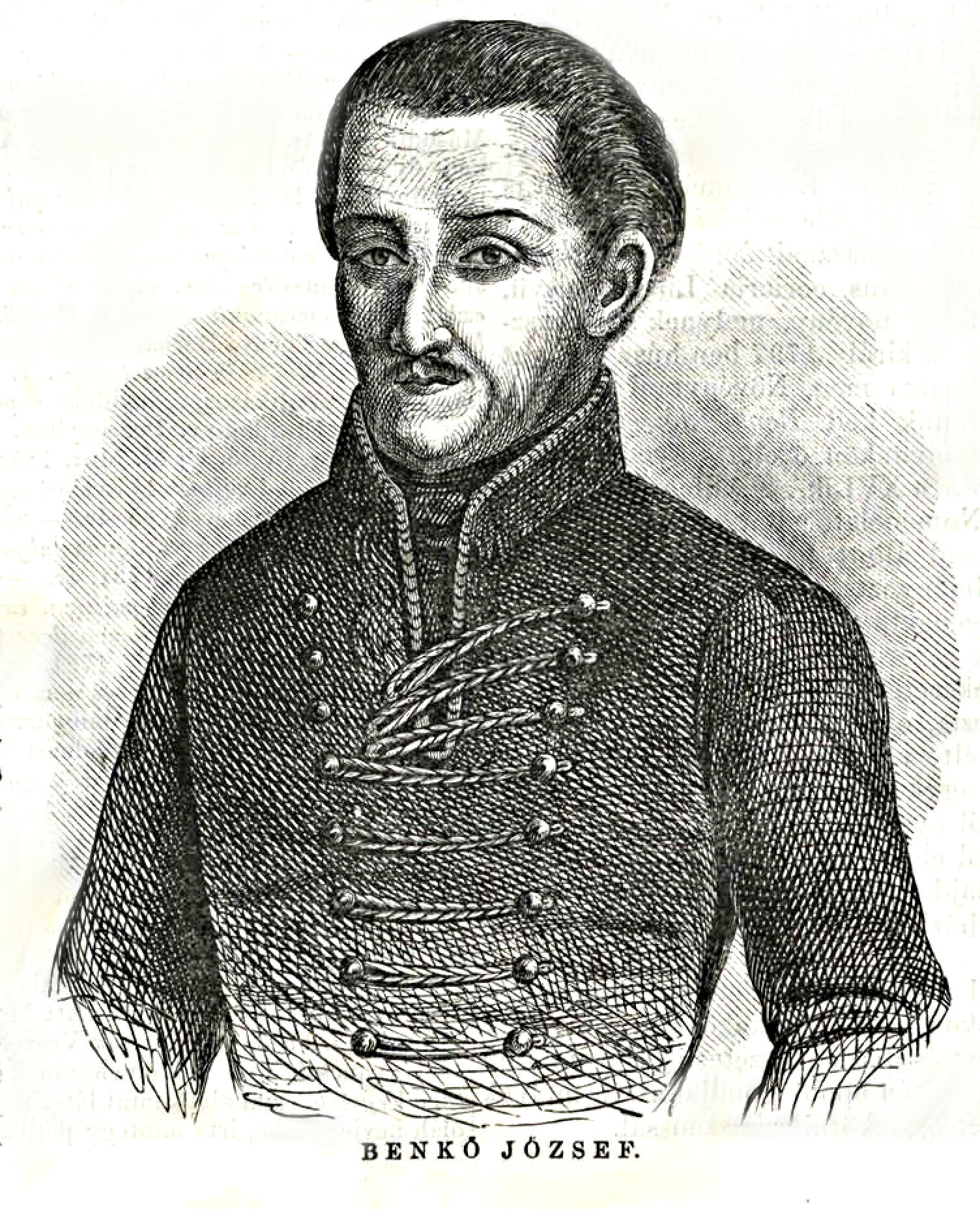
Benkő József portréja a Vasárnapi Ujságban

1777-ben került nyomdába Transsilvania specialis című műve, majd 1778-ban a bécsi udvarhoz folyamodott segélyért, egyrészt a kiadás költségeinek fedezetére, másrészt családja eltartására. A bécsi udvar az erdélyi Guberniumhoz küldte véleményezésre az ügyet, amely Benkőtől bekérte a mű egy példányát tanulmányozásra, majd ellenjavallta a segély kiutalását. Az elutasítás nem szegte Benkő kedvét, és a lelkészi teendők példás ellátása mellett tovább folytatta botanikai kutatóútjait, székelyföldi hírekkel látta el a pozsonyi Magyar Hírmondót, történelmi adattár kiadását készítette elő. 1781-ben jelent meg Milkovia című műve. Közben két újabb nehézséggel találta szemben magát: 1784-ben javai nagy része megsemmisült egy tűzvészben, 1785-ben pedig az udvar elutasította növénytani munkájának támogatását. Az erdővidéki egyházmegyében 1785-től esperesi tisztséget töltött be.
1787–től a székelyudvarhelyi kollégiumban szónoklattant, teológiát, történelmet, földrajzot, természetismeretet, héber és görög nyelvet tanított. Mivel báró Daniel István főgondnok pártfogásával nyerte el a kinevezést, a többi tanár féltékenykedett rá. Különösen a külföldön tanult, akadémikus Bodola Sámuel nem tudta elviselni Benkő népszerűségét és hírnevét, és rágalomhadjáratot indított ellene. 1789-ben állásáról lemondatták, ekkor középajtai birtokára vonult vissza, ahol botanikus kertje volt, majd 1793-ban Köpecre hívták meg lelkésznek. Ebben az időszakban adta ki Bethlen Farkas történeti művének ötödik (1789) és hatodik könyvét (1793), megjelentette az erdélyi országgyűlésről szóló írását (1791), és folytatta a történeti adatok gyűjtését. 1792-ben gróf Batthyány Ignác katolikus püspök panaszt tett ellene a főkormányszéknél, mivel megszegve az akkor hatályos rendeleteket, összeesketett egy református férfit egy katolikus nővel.
1796-ban kitüntetésben részesült a bécsi kormányzat részéről az ecetfa hasznosítására tett javaslata miatt, amellyel 10 000 tallérnyi importot váltott ki. Benkő egy húsz arany súlyú emlékérmet kapott, és intézkedtek értekezése kinyomtatásáról és a növény elterjesztéséről.
Aranka György, az Erdélyi Magyar Nyelvmívelő Társaság titkára kapcsolatba lépett Benkővel, aki állandó anyagi gondjai ellenére több értékes kéziratot adott ajándékba a Társaságnak. A Társaság ennek ellenére nemhogy segítette volna Benkőt, hanem további anyagi nehézségeket okozott neki, felbontatván vele azt a szerződést, amelyet Martin Hochmeister szebeni könyvkiadóval kötött Bojti Gáspár és Mikó Ferenc kéziratának kiadására.
Miután azzal vádolták, hogy 1796. február 17-én részegen tartotta meg a vasárnapi istentiszteletet, Benkőnek bele kellett egyeznie abba, hogy káplánt fogadjanak mellé, akinek át kellett adnia papi fizetése felét. Ezen kívül köteleznie kellett magát, hogy amíg Köpecen szolgál, tartózkodik az italtól. Az ügy 1798-ban zárult le, ezt követően Benkő visszaköltözött Középajtára. Életének hátralevő tizenöt évében alkoholista volt. Folytatta a nem engedélyezett esketéseket, emiatt megvonták fizetését. 1802-ben a görögkeletiek, 1803-ban a brassói katolikus plébános tett ellene panaszt, ennek következtében Miklósvárszék törvényszéke 1803. február 7-én kétévi fogságra ítélte. A királyi tábla az ítéletet pénzbírságra és szigorú dorgálásra változtatta, és kérte a főkormányszéktől a bírság elengedését, amelyet Benkő képtelen lett volna kifizetni. Mivel a főkormányszék helybenhagyta a pénzbüntetést, ennek összegét a bírák adták össze Benkő helyett. 1804 és 1805 között öt újabb panasz érkezett ellene, ezért az egyház megvonta nyugdíját, de 1806-ban visszamenőlegesen is visszaadta.
1805-ben elhunyt a felesége, ezt követően egyik fiánál lakott, ahol ellátták ugyan, de „nem minden fogyatkozás nélkül.” Ebben az időben gyógynövények gyűjtéséből és eladásából élt. 1812-ben a katolikus püspök ismét panaszt tett ellene a törvénytelen esketések miatt, ezért 1813. február 28-án életfogytiglani börtönre ítélték. A döntést a főkormányszékhez küldték jóváhagyásra, ahonnan az az utasítás érkezett, hogy értesítsék Benkőt az ítéletről, de hagyjanak neki időt a megfelelő törvényes menedék igénybevételére. Mikó Imre feltevése szerint ennek az lehetett a magyarázata, hogy a bírákat is bántotta az ítélet, vagy pedig remélték, hogy az ügy az akkor 73 éves Benkő halálával magától megszűnik.
1814. december 28-án fia karjaiban halt meg. Temetésére a környékbeli papok nem mentek el, a helyi lelkész pedig ezt a textust választotta a búcsúztatáshoz: a lélek ugyan kész, de a test erőtelen.

## Munkássága

### Botanikai munkássága
Benkő kezdte meg Erdély növényeinek számbavételét és ismertetését. Magyarországon ő volt az első, aki a növényeket kettős névvel jelölte, és ő volt az első, aki Linné botanikai rendszerét magyar nyelven ismertette. 1780–81-ben befejezett és a pozsonyi Magyar Könyvház által 1783-ban kiadott kötetében a névjegyzék mintegy ezer faj nevét tartalmazza latin, magyar, német és francia nyelven. A növények tudományos terminusain kívül megjelölte azok népies magyar, román és német nevét is, a magyar népi elnevezéssel gazdagítva a magyar növénytani szaknyelvet. Ugyanakkor a szójegyzékek nagy hatással voltak az erdélyi szász és román növénytani és szótárirodalomra. Három híres erdélyi gyűjtemény keletkezett Benkő szójegyzékének átdolgozásával: Benkő tanítványának, Peter Sigerusnak „Verzeichniss der in Siebenbürgen wildwachsenden offizinellen Pflanzen” című latin–magyar–német–román nyelvű gyűjteménye (1797), illetve Michael Fuss „Verzeichniss derjenigen Pflanzen, welche entweder ausschliesslich oder doch hauptsächlich in Siebenbürgen angetroffen werden, nebst Angabe ihres Fundortes und der Wichtigsten Synonyme” (1846) és „Alphabetische Zusammenstellung der sächsischen, ungarischen, wallachischen und deutschen Trivialnamen in Siebenbürgen wildwachsender oder allgemein cultivirter Pflanzen” (1847) című munkái. Felhasználta Benkő szójegyzékét Samuel Micu Klein, a „Dictionarium Valahico–Latinum” (1806) és a „Lexicon Budensis” (1807) szerzője is. Benkő szógyűjtését 1798-ban ismét kiadták, a szerző tudta nélkül. Éder Zoltán mintegy hatvan olyan növénynevet sorol fel, amely Benkőnél fordul elő első ízben. Tőle származik többek között az őszirózsa, a nefelejcs és az árvalányhaj mai neve.
Szenvedélyesen gyűjtötte a növényeket, középajtai kertjében mintegy hatszázféle növény élt. Levelezésben állva a Dél-Amerikában letelepedett orvossal, Balogh Józseffel, tőle is kapott különleges virágmagokat. A füvészkertet egyrészt oktatási, másrészt természetgyógyászati célra használta.
Botanikai érdemei elismeréseképpen kortársai róla neveztek el egy általa felfedezett epilobiumfajt (Epilobium Benkőianum).

### Történetírói munkássága

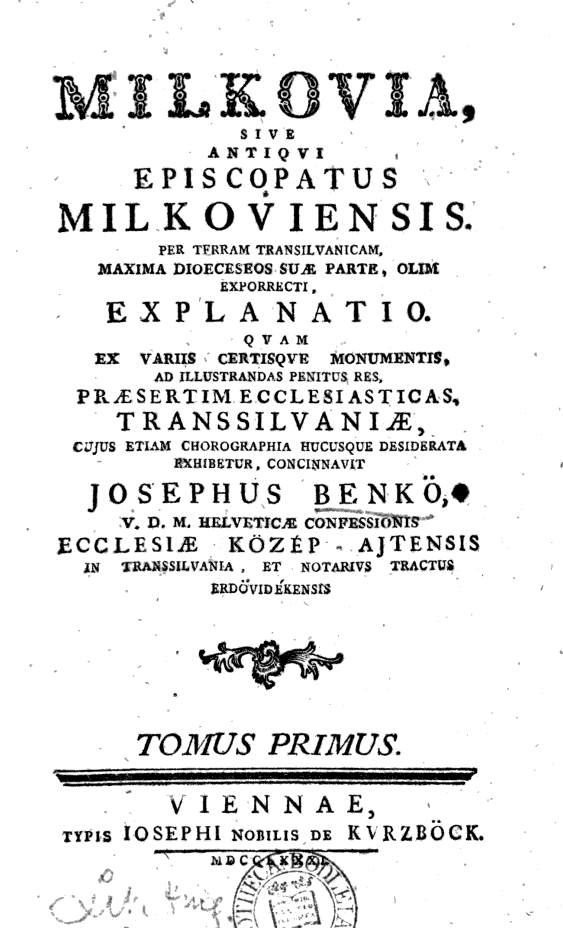
Milkovia című művének címlapja, 1781

Történetírói működésének fő területe az erdélyi történeti források gyűjtése, rendszerezése és kiadása, valamint a helytörténet és egyháztörténet volt. A történelmi dolgok iránti érdeklődést még családi környezetéből hozta magával részben édesapja, részben nagybátyja, Hermányi Dienes József hatására. Már a nagyenyedi kollégiumi évek alatt elkezdte a történelmi vonatkozású kéziratok gyűjtését és feldolgozását, és ezt a tevékenységet egy életen át folytatta. 1782-ben Erdélyi Históriás Szekrény címmel sorozatot tervezett, amelyben az erdélyi történetírás forrásait tette volna közzé, de a terv soha nem valósult meg. Az a jegyzék, amelyet ehhez a sorozathoz készített, és amelyet egyes források Benkő külön műveként tartanak számon, segítséget jelentett a későbbi forráskutatóknak. A kéziratok egy részét, így Rozsnyai Dávid, Bánffy György, Kálnoki István, Török Ferenc, Gulácsi Albert, Bereck György naplóit, úti beszámolóit és feljegyzéseit az Aranka György-féle Régi Kézírások Társaságának küldte el. A gyűjtemény más darabjait utóbb Szilágyi Sándor, Kemény József és Szabó Károly adta ki, támaszkodva a Benkő-féle szövegváltozatokra. A Collectaria ad res Transsilvanicas facientia című kézirat latin és magyar nyelvű források gyűjteménye. Benkő elgondolása csak jó félszázaddal később, Kemény József és Nagyajtai Kovács István munkájában (Erdélyország Történetei Tára) valósult meg. Az összegyűjtött kéziratok közül Benkőnek csupán Bethlen Farkas történeti munkáját sikerült kiadnia. Számos általa feldolgozott kézirat megsemmisült a nagyenyedi kollégium 1849. januári felgyújtásakor, így az utókor csak levelezéséből értesülhetett azok tartalmáról.
1770-ben írta első történelmi jellegű művét, az erdővidéki református egyház történetét, amelyet 1771 januárjában újévi ajándékul ajánlott fel az egyházmegye lelkészei számára. A mű előszavában Benkő megfogalmazza a történetírás fontosságáról vallott nézetét: „Csak gyermek, a ki a maga ideje előtt történt dolgokot nem tudja, ha pedig a régi dolgokat tudjuk, olyan, mintha azon régi időbeli embereknek szemeiket is a mi szemeink előtt viselnők, és az önnön idejekben folyt dolgokat valósággal szemlélnők.” A mű első része az erdélyi református egyházról általában szól, a második az erdővidéki esperességről, a harmadik pedig az egyes egyházközségekről. Hasonlóan a későbbi Transsilvaniához, a mű számos helytörténeti adalékot és etimológiai fejtegetést tartalmaz; az adatokat Benkő kivétel nélkül felhasználta a Transsilvania második, részletes részéhez is.
Szintén bedolgozta a Transsilvania specialisba az 1773-ban írt Udvarhelyi novitius deákot, vagyis a székelyudvarhelyi református kollégium történetét. Munkájában felhasználta Borosnyai Lukács János levelét, valamint nagyapja, Hermányi Dienes József és édesapja, Benkő Mihály elbeszéléseit. Az értekezés rendre bemutatja az iskola rektorainak és professzorainak életútját, de kitér olyan apró részletekre is, amelyek rávilágítanak az illető emberi oldalára.
Benkő 1773–1774 körül kezdte el írni fő művét, a Transsilvaniát, és 1776-ban készült el a kézirattal, de csak 1777-ben jelent meg két kötetben. Az államismereti iskola áramlatába sorolható mű a korabeli Erdély leírása, amely földrajzi, történelmi, egyháztörténeti és gazdasági adatokat tartalmaz, kiegészítve az ok–okozati összefüggések feltárásával. Az adatgyűjtés során Benkő több mint ötszáz levelet írt Erdély főuraihoz, nemeseihez és papjaihoz, és több országrészt beutazott. A könyv címe eredetileg Princeps Dacicus sive Magnus Transsilvaniae Principatus lett volna, és a szerző Mária Teréziának készült ajánlani, de ez valamiért elmaradt. A korabeli tudományos életben komoly visszhangja volt a műnek, például 1780-ban Göttingenben tizenegy oldalas recenzióban méltatták; Lucas Joseph Marienburg pedig a Geographie des Grossfürstenthums Siebenbürgen című munkájában (1813) követte Benkő művének felépítését. A könyv második része a Transsilvania specialis lett volna, amely azonban anyagi okok miatt kéziratban maradt.
1779-ben írt, de csak 1781-ben megjelent egyháztörténeti munkája, a Milkovia, sive antiqui episcopatus Milkoviensis per terram Transsilvanicam, maxima dioeceseos suae parte olim exporrecti, explanatio az 5. és 16. század között fennállott milkói püspökség ismertetése, de ezen kívül Erdély egyháztörténetének gazdag okleveles anyagra támaszkodó, részletes feldolgozása. Mivel Benkőn kívül csak a kortárs Pray György foglalkozott részletesen a témával, hatalmas munkát jelentett a források felkutatása és rendszerezése. A 19. század végén felmerült az a gyanú, hogy Benkő Lucas Colb Codex privilegorum Capituli Coronensis kéziratát használta fel a szerző feltüntetése nélkül; Szabó György ezt a feltételezést nem tartja valószínűnek.
Nagyobb lélegzetű, háromrészes munkát tervezett az erdélyi románokról Erdélyi oláh nemzet képe címmel, amely a románok nevével, eredetével, életmódjával, szokásaival, valamint az 1784-es erdélyi parasztfelkeléssel foglalkozott volna. A könyvből egyívnyi megjelent a pozsonyi Magyar Hírmondóban Az 1784-ben támadt oláh zenebonának leírása címen (1785. május 14.); a további részek megjelenése a cenzúra miatt nem volt lehetséges. A kézirat a 19. században már nem volt fellelhető.
Kőváry László értékelése szerint Benkő ugyan „óriási kutatásokat tett történetünk beomlott aknáiban”, de „széles ismereteit a történetbuvárlat és államisme között ugy felforgácsolta, hogy e nemben nem birunk tőle egyebet, mint Generalis Transilvaniája ide tartozó kitéréseit, melyeken azonban igen látszik, hogy végső egybehasonlítást és kritikai ráspolyt, meggyengült írójuktól, már nem kaphattak.”

### Nyelvészeti munkássága
Benkő részt vett Bod Péter 1767-ben megjelent Dictionarium Latino–Hungaricum & Hungarico–Latino–Germanicum című szótárának munkálataiban: önálló gyűjtéssel, anyagválogatással és szakmai megbeszélésekkel segítette Bod munkáját. Benkő saját gyűjtése Addenda címmel kapott helyet Bod Péter szótárának végén. A Benkő által gyűjtött szavak jelentős része az erdélyi, azon belül a székely nyelvjárásból való, de szerepelnek köztük román eredetű jövevényszavak is. Ez a „pótlás” tekinthető Benkő első nyomtatásban is fennmaradt nyelvészeti munkájának.
Fő műve, a Transsylvania a nyelvészeti kérdéseknek is nagy teret szentelt, benne hosszan tárgyalta a magyarok, székelyek és románok nyelvét, rövidebben a szászokét és cigányokét. A magyar nyelvet illetően Benkő megállapítja, hogy Európában nincs rokona, szójegyzéket közöl a német, szláv és francia jövevényszavakról. Történészként szükségszerűnek tartja, hogy amikor a magyarok Európába költöztek, az általuk addig nem ismert eszközöket és szokásokat megnevezésükkel együtt vették át. A román nyelvet latin eredetűnek tartja, ennek bizonyítására román–latin szójegyzéket állít össze, de tárgyalja a román nyelv szláv és magyar jövevényszavait is.
1791–1792-ben készült A magyar és török nyelv mely keveset edgyezzen... című kéziratában Benkő megvizsgálja a két nyelv egymástól átvett jövevényszavait, és leszögezi, hogy a nyelvrokonság vizsgálatában csak olyan szavakat szabad figyelembe venni, amelyek „törsökös dolgoknak nevei”. A két nyelv alaktani jellemzői közül a főnév, a melléknév, a személyes és birtokos névmás ragozását, valamint a lenni és szeretni ige alakjait hasonlítja össze, és arra a eredményre jut, hogy nem lehet „semmi derekas hasonlatosságot” találni. A mondattan területén felfedez ugyan hasonlóságokat, de végkövetkeztetése az, hogy „A szók öszve-köttetésének ennyi hasonlatosságából is a' Nemzeti Atyafiságot ki nem hozhatni: mert nyelvüknek ennyi közössége több Napkeleti Nemzetekével is vagyon; melyekről mindazáltal a' velünk való atyafiságot semmiképpen nem lehet feltenni.” A függelékben a Sajnovics-féle elmélethez hasonlóan a magyar nyelv északi rokonsága mellett foglalt állást.
A Magyar Hírmondó számára írt tudósításai és cikkei révén fontos szerepet játszott a század nyelvújító mozgalmában. Ő alkotta a füvész, füvészet és üvegház szavakat, és nagy szerepe volt a korszerű növénytani szakszókincs kialakításában. Az 1784-es erdélyi felkelésről írt tudósításaiban magyarosította a korban használatos katonai kifejezéseket, mint például al-káplár (Gefreyte), dandár (Avand-Gárda), ezered (Régiment), főhadnagy (Obristlieutenant), hadi bárdos (Zimmermann), megnézintelés (revisio), osztalék (divisio), sereglet (bataillon), szakazat (Tzug), század (compagnia), tábori kéziorvos (Feldscheer).
Ő volt az első, aki rendszerbe foglalta a magyar nyelv jövevényszavait, ezen kívül értékes szójegyzéket tett közzé. A szókincs történeti változásainak vizsgálatára a modern eljárásokhoz közelálló módszereket használt. Új szavakat alkotott a székely tájszavakból. Írt a székely nyelvjárás hangtani jellegzetességeiről is. Mindezek alapján a kor kiemelkedő nyelvészei közé sorolják, annak ellenére, hogy egyes etimológiai fejtegetései ma már mosolygásra késztetnek.

## Művei
- Bononiai mese. Nagyenyed. 1764

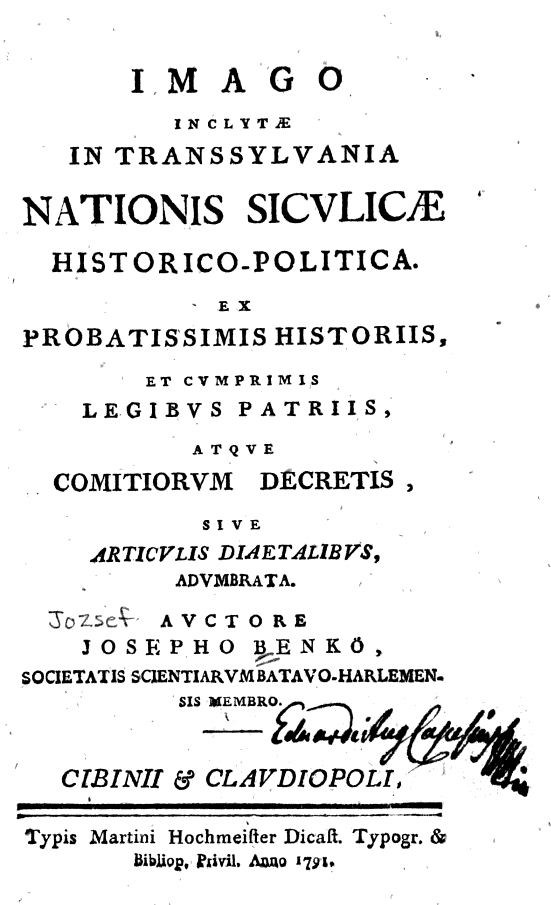
Imago inclytae in Transsylvania nationis Siculicae historico-politica című művének címlapja, 1791

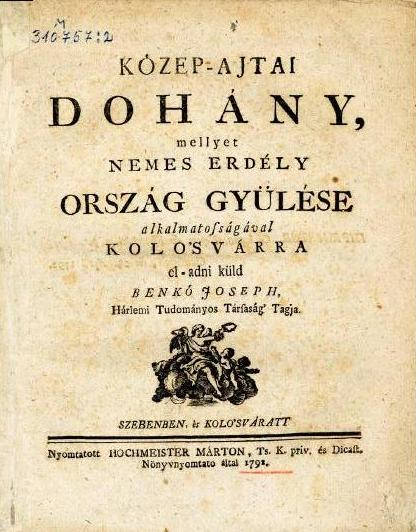
Közép-ajtai dohány című művének címlapja, 1792

- Filius Posthumus vagy is Atty Halála után Született Fiú, Az az Az Erdővidéki Református Tractusban a Reformationak idejétől fogva, a feledékenység által sok esztendők alatt eltemettetett Egyházi Dolgoknak, némely kevés régi Jegyzésekből és egyéb Bizonyságokból való fel elevenittetések... Kézirat. 1770. Megjelent a Kolozsvári Református Teológiai Akadémia Protestáns Egyháztörténeti Tanszéke Erdélyi Református Egyháztörténeti Füzetek sorozatában (14.), szöveggond., előszó és jegyz. Csáki Árpád és Demeter László. Kolozsvár. 2004
- Udvarhelyi novitius diák. Kézirat. 1773
- Imago specuum Magni Principatus Transsilvaniae admirandorum hucusque plurima ex parte incognitorum. Elveszett kézirat. 1774
- Scintilla botanica. (Növénytani szikra) Elveszett kézirat. 1776
- Transsilvania sive magnus Transsilvaniae principatus, olim Dacia Mediterranea dictus... I–II. Bécs: Kurzböck. 1777–1778. (Harmadik kötete a Transsilvania specialis, amelyből ugyanott 1790-ben öt ív ki lett nyomtatva, egy példánya 1812-ben Engel történetíró birtokában volt, akitől Kemény József gróf gyűjteményébe s ezzel az Erdélyi Nemzeti Múzeumba került.) Második kiadása: Claudiopoli: Typ. Lycei Regii. 1833–1834
- Milkovia, sive antiqui episcopatus Milkoviensis per terram Transsilvanicam, maxima dioeceseos suae parte olim exporrecti, explanatio. I–II. Bécs: Kurzböck. 1781
- Téli bokréta. Nagyszeben: Hochmeister, 1781 (Cserey Miklósné Tornya Borbála temetésekor mondott prédikáció.)
- Erdélyi históriás szekrény. Kézirat. 1782
- Collectaria ad res Transsilvanicas facientia. Kézirat. (Digitalizált változata olvasható a kolozsvári Egyetemi Könyvtár honlapján: 1. rész, 2. rész)
- Közép-ajtai készítésű spanyol-viasz, melyet edj emlékezetes Toldalékkal az Erdélybe idegen Földekről régen behozattatni szokott Árukról, és valami szükséges Jelentéssel az Erdély Históriája Íróinak magyar nyelven található kézírásaikról öszve szerkesztett Benkő Jósef. Kézirat. 1782[33]
- Beschreibung der Oerter des ehemaligen Törkischen Gouvernements Solnok in Ungern. In: Ungrisches Magazin II. Pozsony. 1782. 303–308.
- Beschreibung des ehemaligen Zustandes derjenigen Theile von Ungern, welche unter dem Türkischen Joche seufzten. In: Ungrisches Magazin III. Pozsony. 1783. 478–490.
- Baróthi Béthel avagy Isten Háza. Kézirat. 1783 (A baróti templom felszentelésekor, 1783. június 13-án mondott beszéd.)
- Nomenclatura Botanica (Fűszeres nevezetek.) In: Molnár János: Magyar könyv-ház I. Pozsony. 1783. 317–432.
- Nomina vegetabilium. In: Molnár János: Magyar könyv-ház II. Pozsony. 1783. 405–432.
- Betlen János Historiájának 1663-tól 1673 végéig Folytatásáról... Kézirat. 1783 után
- Transsilvania Militaris
- Additamenta ad Notitiam Scriptorum Historiae Hungaricae clar[issimi] quondam Petri Bod... Kézirat. 1783 körül
- Philosophiae Botanicae Compendium. Töredékesen fennmaradt kézirat.
- Báthory Kristóf. Kézirat, amelyből csak a címlap és előszó egy része maradt meg.
- Oltso értzeket aranynyá változtato, söt fa garasbol Leg hiresebb Arannyat bövön tsináló Erdélyi Magyar Álkimista, az az Tiszteletes és Fötudós Philosopohiae Professor és Doctor Fagarasi Pap József. In: Ujjáéledt Socrates, avagy az igaz keresztény filozófus arcképe, amely bemutatja a nagy hírű és isteni tehetségű férfit, Fogarasi Pap József urat, a szabad művészetek magiszterét, a filozófia és a matézis doktorát. Kolozsvár. 1785
- Erdélyi oláh nemzet képe. Pozsony. 1785 (Az 1784-es erdélyi parasztfelkelésről; csak első íve jelent meg, a kézirat nem maradt fenn.)
- Hármas kis tükör Erdély részére. Kézirat. 1790
- Székelyek törvénye. Elveszett kézirat. 1790
- Az erdélyi főispánok fő- és szász királybirák catalogusa. Elveszett kézirat. 1790
- Dietae, sive rectius Comitia Transsilvanica, eorunque decreta, quae vulgo adpellantur articuli diaetales. Nagyszeben–Kolozsvár: Hochmeister. 1791
- Imago inclytae in Transsylvania nationis Siculicae historico-politica. Nagyszeben–Kolozsvár: Hochmeister. 1791. (Az Erdély országi székely nemzetnek képe : mely a' leg hitelesbb historikusoknak irásaiból / Benkö Jo'sef által öszve szedetett és most magyarra fordittatott és meg-bövittetett L. S. K. által. Kolos'váron : Nyomt. a' Ref. Kol. betüivel. 1806)
- Közép-Ajtai Dohány, melyet nemes Erdély országgyűlése alkalmatosságával Kolozsvárra eladni küld. Nagyszeben és Kolozsvár: Hochmeister. 1792
- A magyar és török nyelv mely keveset edgyezzen a magyar szókról való különbféle jegyzésekkel megmutatja. (Censurai példány. Kolozsvár, 1792. a n. múzeumban
- Kászonszék állapotjáról. Kézirat. 1793
- Synodi Erdődenses geminatae. Kézirat. 1795
- A Közép-Ajtai Szkumpia, vagy esmeretesebb néven etzetfa és annak Kordovány-bőr készítésére való haszna. Kolozsvár. 1796
- Mária Christierna fejedelmi méltóságának megalapítása. Elveszett kézirat.
- Az erdélyi három nemzet politikai egysége s mindháromnak pecséte. Elveszett kézirat.
- Erdélynek Mária Terézia korabeli története. Elveszett kézirat.
- A székely lakodalom. Elveszett kézirat.
- Flora Transilvanica. Elveszett kézirat.
- A székelyek nemzetségéről. Elveszett kézirat.
- Az erdélyi nemesek catalogusa. Elveszett kézirat.
- Önéletrajza. Kézirat.

### Modern szövegkiadások
- Specialis Transilvania: Terra Siculorum. Ford. Szabó András. Kolozsvár: Minerva. 1944.
- Transsilvania specialis: Erdély földje és népe I–II. Ford. és szerk. Szabó György. Bukarest–Kolozsvár: Kriterion. 1999.  ISBN 973-26-0524-3
- Erdély. Fordította, bevezető tanulmánnyal és Részletes részét jegyzetekkel ellátta Szabó György. Általános részét lektorálták, gondozák, jegyzetekkel ellátták Bordi Zsigmond Loránd, Csáki Árpád, Kocs Irén, Vörösváry Gábor, Wanek Ferenc. Székely Nemzeti Múzeum: Sepsiszentgyörgy; Barót: Tortoma. 2014.  ISBN 978-973-8995-25-3
- Transsilvania specialis: A székelyek földje. Ford., jegyz. Szabó György, vál., szerk. Lövétei Lázár László. Csíkszereda: Székelyföld Alapítvány. 2021.  = Székely Könyvtár,  96.

## Személyisége
Kitartó szorgalmával, kivételes munkabírásával hatalmas ismeretanyagra tett szert. A magyaron kívül beszélte a latin, a román, a cigány nyelvet, értett héberül, görögül, olaszul, franciául, németül, örményül és törökül. Negyvennégy éves korában, szegény sorsa ellenére, német nyelvmestert fogadott, mert fel akarta frissíteni némettudását. Alaposságára jellemző, hogy Bethlen Farkas művének kiadására készülve öt különböző példányt olvasott össze fiával, akit emiatt egy évre kivett az iskolából.
Egyszerű életmódot folytatott, nem törődött az úri illemtannal. Pártfogóinak mindig megadta az illő tiszteletet, de nem alázkodott meg előttük, inkább bizonyos hetykeséggel viselkedett. Jó viszonyt ápolt a más felekezetbeli lelkészekkel; feljegyezték róla, hogy írásaiban egyaránt dicséri a jót „vallás megkülömböztetése nélkül minden Íróbann.” Útjai során mindig szóba elegyedett a szegény emberekkel, mert felfogása szerint „az illy szegény sorsúaktól többet tanulhatni, mint sok nagyoktól.”

## Emlékezete
Halála után nyolc évvel jelent meg első életrajza, amelyet öccse, Benkő Ferenc írt. 1842-ben az erdővidéki gazdasági egylet emléket akart állíttatni Erdővidék híres szülöttjének, de ez végül nem valósult meg. A 19. század közepén Kőváry László gyakran írt elismeréssel Benkőről, 1854-ben pedig két anekdotát tett közzé róla. Az első tudományos igényű Benkő-monográfiát Mikó Imre állította össze, gondosan összegyűjtve és közzétéve az akkor még létező kéziratokat. Az általa kialakított Benkő-képet, a sors csapásai ellen hasztalanul küzdő, ámde mégis kiemelkedőt alkotó tudósról lényegében változatlanul vették át a későbbi cikkírók is. Az 1989-es romániai rendszerváltás után Benkő József személye a honismereti tevékenység fókuszába került. A középajtai és a bardoci általános iskola Benkő József nevét viseli; a középajtai református templom udvarán szobrot állítottak neki.

### Nyomtatásban megjelent anyagok
- Benkő Ferenc: Középajtai és Árkosi Nemes Benkő József biographiája. Kolozsvár, 1822
- Benkő József. In: Közhasznú Esmeretek Tára. II. Pest. 1831. 191.
- Zeykfalvi Zeyk János: Néhány vonás Benkő József életéből. In: Társalkodó. 1832. 36.
- Salamon József: Középajtai és Árkosi Benkő József rövid életrajza. In: Erdélyi Prédikátori Tár. 1839. 9.
- Toldy Ferenc: Benkő József rövid emlékezete. In: Új Magyar Múzeum. 1853. I. 239–245.
- Benkő Károly: Benkő József életrajza (kézirat) 1857
- Vass József: Benkő József (1740–1814). In: Vasárnapi Ujság, 8. évf. 1861. december 29. 52. sz. 613–615.
- Kolozsvári Nagy Naptár az 1865-ik közönséges évre. szerk. K. Papp Miklós. Kolozsvár, 1865. 101.
- Sylvester Domokos: Emlékezés egy ref. papra. In: Protestáns Közlöny. XXIV. 1894
- Gálos Rezső: Benkő József kézirata Kászonszék állapotáról. In: Századok. 1907. 949.
- Gálos Rezső: Adalék Benkő József életéhez. In: Irodalomtörténeti Közlemények. 1908. 476.
- Gálos Rezső: Benkő József a tájszólásról. In: Magyar Nyelv. 6/1910. 86–87.
- Ernyei József: Benkő József természettudományi hagyatéka. In: Botanikai Közlemények. 29. 1932. 56–72.
- Szabó András: Benkő József. In: Erdélyi Helikon. 1938/2.
- Bíró Sándor: Bardóci Benkő József. In: Erdélyi Fiatalok. 1940/2.
- Szabó András: Benkő József. In: Székelység. 1940. 9–12. sz.
- Alexandru Borza: Date floristice și etnobotanice din secolele XV–XVIII. privind România. In: Studii și cercetări biologice. Cluj. 1957. 3–4. sz. 312–316.
- Alexandru Borza: Numiri românești de plante în vocabulare și dicționare din secolele al XVII-XVIII-lea. [Román növénynevek a XVII-XVIII. századi szójegyzékekben és szótárakban.] In: Cercetări de lingvistică. 3/1959. 200.
- Allodiatoris Irma: Benkő József. In: Élővilág. 1964. 2. sz. 49–50.
- Rácz Gábor–Rácz Erzsébet: Erdővidék flórája Benkő József (1740–1814) kézirataiban. Sepsiszentgyörgy. 1972. Különlenyomat az Aluta évkönyvéből.
- Kisgyörgy Zoltán: Keresve a „zöldülékeny birodalom javait.” In: Falvak Dolgozó Népe. 1973. március 21.
- Bartha János: Benkő József nyelvészeti munkásságáról. In: Új Élet. 2/1979.
- Szabó György: Benkő József és Gheorghe Șincai. In: Korunk. 1989. 11–12. sz. 914–917.
- Csűrös István: Tragikus sors – nagyszerű teljesítmény. Benkő József emlékezete. In: Művelődés. 1990. 11–12. sz. 42–43.
- Katalin Dumitrașcu: Benkő József despre interferențele lingvistice din Transilvania. [Benkő József az erdélyi nyelvi kölcsönhatásokról.] In: Limba română. XXXIX. 1990. nr. 5–6, 401–404.
- Makra Csaba: Benkő József emlékezete. In: Néprajzi Hírek. 1991. 1. sz. 97–98.
- Egyed Emese: Régi könyv a régi Erdélyről. In: Erdővidéki Lapok. 2000/1. sz. 14–17.
- Egyed Ákos: Középajtai Benkő József pere 1803-ban, Helikon, 2012. május 25. Online hozzáférés Archiválva 2014. szeptember 9-i dátummal a Wayback Machine-ben
- Hunok és székelyek. Tanulmányok Benkő József halálának 200. évfordulójára; szerk. Benkő Mihály; Tortoma–Háromszék Vármegye, Barót–Sepsiszentgyörgy, 2014
- Kolumbán Vilmos József: Benkő József, az erdővidéki polihisztor; Tortoma, Barót, 2015 (Híres emberek)
- Csata Adél: Benkő József, a historia litteraria művelője. Egy kontextualizáló olvasat; Erdélyi Múzeum-Egyesület, Kolozsvár, 2020 (Erdélyi tudományos füzetek)

### Internetes anyagok
- Benkő József: Téli bokréta, mellyet a Szent Irásnak idvességre illatozó Virágaiból, egy Temetési Orátzió helyett való Prédikátzióba kötött és néhai toronyfalvi Tornya Borbára ifju ur-aszszonynak, életben tekintetes Nagy-Ajtai Cserei Miklos úr szerelmetes házas-társának temetési tisztességekor az 1777dik új esztendőnek 6dik napjánn, a Nagy-Ajtai unitárius templombann, az ottan nagy számmal megsereglett Jeles Halotti Gyülekezetnek élő nyelvel elosztott Benkö Josef Közép-Ajtai Ref. Lelki Tanító. Nagyszeben: Hochmeister. 1781.
- Benkő József: Közép-ajtai dohány, mellyet nemes Erdély ország gyülése alkalmatosságával Kolosvárra el-adni küld Benkő Joseph, Hárlemi Tudományos Társaság Tagja. Nagyszeben – Kolozsvár: Hochmeister. 1792.
- December 20. – Benkő József születésnapja – 1740 (magyar nyelven). Jeles Napok. (Hozzáférés: 2011. május 29.)